# Marco Komenda
Marco Komenda (Darmstadt, 26 novembre 1996) è un calciatore tedesco, difensore dell'Holstein Kiel.

## Biografia
Ha origini croate.

## Carriera
Komenda è cresciuto nel settore giovanile del Darmstadt e nel 2015 si è trasferito allo Siegen dove ha giocato in Oberliga per una stagione. Nel 2016 è stato acquistato dal Borussia M'gladbach dove ha giocato per due stagioni nella seconda squadra in Regionalliga, per poi passare nel 2018 al Meppen. Dopo due stagioni da titolare in 3. Liga, nel 2020 ha firmato con l'Holstein Kiel.

## Statistiche

### Presenze e reti nei club
Statistiche aggiornate al 14 ottobre 2024
| Stagione        | Squadra                | Campionato      | Campionato | Campionato | Coppe nazionali | Coppe nazionali | Coppe nazionali | Coppe continentali | Coppe continentali | Coppe continentali | Altre coppe | Altre coppe | Altre coppe | Totale | Totale | Totale |
| Stagione        | Squadra                | Comp            | Pres       | Reti       | Comp            | Pres            | Reti            | Comp               | Pres               | Reti               | Comp        | Pres        | Reti        | Pres   | Reti   |        |
| --------------- | ---------------------- | --------------- | ---------- | ---------- | --------------- | --------------- | --------------- | ------------------ | ------------------ | ------------------ | ----------- | ----------- | ----------- | ------ | ------ | ------ |
| 2015-2016       | Siegen                 | OL              | 34         | 3          | -               | -               | -               | -                  | -                  | -                  | -           | -           | -           | 34     | 3      |        |
| 2016-2017       | Borussia M'gladbach II | RL              | 30         | 0          | -               | -               | -               | -                  | -                  | -                  | -           | -           | -           | 30     | 0      |        |
| 2017-2018       | Borussia M'gladbach II | RL              | 29         | 2          | -               | -               | -               | -                  | -                  | -                  | -           | -           | -           | 29     | 2      |        |
| 2018-2019       | Meppen                 | 3L              | 34         | 1          | CG              | 0               | 0               | -                  | -                  | -                  | -           | -           | -           | 34     | 1      |        |
| 2019-2020       | Meppen                 | 3L              | 30         | 0          | CG              | 0               | 0               | -                  | -                  | -                  | -           | -           | -           | 30     | 0      |        |
| 2022-2023       | Holstein Kiel II       | RL              | 2          | 0          | -               | -               | -               | -                  | -                  | -                  | -           | -           | -           | 2      | 0      |        |
| 2020-2021       | Holstein Kiel          | 2L              | 13+2       | 1+0        | CG              | 4               | 0               | -                  | -                  | -                  | -           | -           | -           | 19     | 1      |        |
| 2021-2022       | Holstein Kiel          | 2L              | 10         | 0          | CG              | 0               | 0               | -                  | -                  | -                  | -           | -           | -           | 10     | 0      |        |
| 2022-2023       | Holstein Kiel          | 2L              | 11         | 2          | CG              | 1               | 0               | -                  | -                  | -                  | -           | -           | -           | 12     | 2      |        |
| 2023-2024       | Holstein Kiel          | 2L              | 21         | 0          | CG              | 1               | 0               | -                  | -                  | -                  | -           | -           | -           | 22     | 0      |        |
| 2024-2025       | Holstein Kiel          | BL              | 3          | 0          | CG              | 1               | 0               | -                  | -                  | -                  | -           | -           | -           | 4      | 0      |        |
| Totale carriera | Totale carriera        | Totale carriera | 219        | 9          |                 | 7               | 0               |                    | -                  | -                  |             | -           | -           | 226    | 9      |        |